# Ethmolaimus dahli
Ethmolaimus dahli är en rundmaskart som beskrevs av Gerlach 1953. Ethmolaimus dahli ingår i släktet Ethmolaimus och familjen Chromadoridae. Inga underarter finns listade i Catalogue of Life.